# Хари Стевенс
Хари Стевенс (хол. Harry Steevens; 27. април 1945) је бивши холандски професионални бициклиста у периоду од 1966. до 1972. Највећи успех остварио је 1968. када је освојио Амстел голд рејс. Од других значајних резултата има сребро на светском првенству у екипном хронометру 1966, освојио је Олимпија Тур у Холандији и етапу на Туру Швајцарске.

## Каријера
Хари Стевенс је аматерску каријеру почео 1960. Први значајни резултат било му је треће место на трци Кантон у Луксембургу. 1964. освојио је треће место на Олимпија Туру у Холандији, а затим је учествовао на Олимпијским играма у Токију, где је у друмској трци завршио на 40 месту. 1965. освојио је Олимпија Тур, уз три етапне победе, затим класике у Зволеу и Ден Хагу (област у Хагу), а на Туру Авенир освојио је класификацију по поенима.
1966. освојио је Тур Белгије за аматере, а затим је почео професионалну каријеру. Освојио је трке у Лимбургу и Генку, а на светском првенству у екипном хронометру, са тимом Кабалеро освојио је друго место. Прву победу 1967. остварио је на трци у Хелмонду, а у сезони је забележио још четири победе у Холандији и три у Белгији. На другом издању трке Амстел голд рејс, освојио је треће место, док је победио његов сународник Ари Ден Хартог. 1968. освојио је Париз—Камеберт, етапу на Вуелта Андалузији, три трке у Лимбургу и трку у Вормеру. У финишу сезоне освојио је треће издање Амстел голд рејса.
1969. остварио је десет победа, све на тркама у Белгији и Холандији. Једина трка коју је возио ван, била је гран при Фурније, у Француској, где је освојио треће место. 1970. остварио је шест победа, од којих су најзначајније етапа на Туру Швајцарске, пролог на Париз—Ници и победа на трци у Линцу. Стевенс је 1970. возио први пут Тур де Франс, као подршка Јопу Зутемелку, који је завршио шести, Стевенс је завршио на 45 месту. 1971. остварио је једну победу, освојио је трку у Ријену. На Париз—Ници је завршио други на четвртој етапи, а возио је и Тур де Франс, напустио га је током шесте етапе. Сезону је завршио другим местом на трци у Гелену.
1972. освојио је друго место на трци Хок, у Холандији. На крају сезоне, завршио је каријеру.